# 日新真事誌
日新真事誌 (にっしんしんじし) は、イギリス人のジョン・レディー・ブラックによる新聞。日本語で書かれたいわゆる邦字新聞である。

## 概要
1872年（明治5年）3月に東京の築地で創刊された。創刊号は旧暦で明治5年3月17日付。初めは隔日発行であったが、後に日刊になった。
掲載された記事・評論は近代的新聞の先駆け的な存在であった。左院の御用達の資格を得ていた。板垣退助、後藤象二郎らによる「民撰議院設立建白書」を掲載・特報するなどしたことで知られる。

その後本社を東京・銀座に移転するが、1875年（明治8年）6月、内務省警保寮が中心になって作られた新聞紙条例により新聞社の経営者は日本人でなければならないとされたため、同年末に265号で廃刊。本社跡地は後発紙朝野新聞の本社、服部時計店本店を経て現在の銀座和光となっている。